# Praskovia Arian
Praskovia Arian, född 1864, död 1949, var en rysk författare och feminist. Hon grundade 1889 kvinnotidningen Pervyj Zjenskij Kalendar (Första kvinnokalendern).